# Пекарти
Пекарти (пол. Piekarty) — село в Польщі, у гміні Промна Білобжезького повіту Мазовецького воєводства.
Населення — 167 осіб (2011).
У 1975-1998 роках село належало до Радомського воєводства.

## Демографія
Демографічна структура станом на 31 березня 2011 року:
|          | Загалом | Допрацездатний вік | Працездатний вік | Постпрацездатний вік |
| -------- | ------- | ------------------ | ---------------- | -------------------- |
| Чоловіки | 89      | 24                 | 52               | 13                   |
| Жінки    | 78      | 15                 | 44               | 19                   |
| Разом    | 167     | 39                 | 96               | 32                   |